# Huracà Hattie
Huracà Hattie va ser un poderós huracà de categoria 5 que va colpejar l'Amèrica Central durant la temporada d'huracans de l'Atlàntic de 1961. Hattie va provocar un total de 319 víctimes mortals i va causar destrosses de fins a $60,3 milions de dòlars (1961 USD).